# Rosa vanheurckiana
Rosa vanheurckiana là loài thực vật có hoa trong họ Hoa hồng. Loài này được Crép. miêu tả khoa học đầu tiên.